# Chrysopetalum floridanum
Chrysopetalum floridanum är en ringmaskart som beskrevs av Perkins 1985. Chrysopetalum floridanum ingår i släktet Chrysopetalum och familjen Chrysopetalidae.
Artens utbredningsområde är Mexikanska golfen. Inga underarter finns listade i Catalogue of Life.